# Bard Cottage Cemetery
Bard Cottage Cemetery is een Britse militaire begraafplaats met gesneuvelden uit de Eerste Wereldoorlog, gelegen in het Belgische dorp Boezinge, een deelgemeente van Ieper. De begraafplaats werd ontworpen door Reginald Blomfield en wordt onderhouden door de Commonwealth War Graves Commission. Ze ligt meer dan twee kilometer ten zuiden van het dorpscentrum van Boezinge langs de weg van Ieper naar Diksmuide (N369) nabij het Ieperleekanaal. Het terrein heeft een nagenoeg rechthoekig grondplan met een oppervlakte van ongeveer 5.455 m² en wordt omsloten door een betonnen boordsteen. Vooraan staat de Stone of Remembrance tussen twee toegangsgebouwen en achteraan staat het Cross of Sacrifice.
Er worden 1.643 doden herdacht van wie er 40 niet geïdentificeerd konden worden.

## Geschiedenis
Boezinge lag het grootste deel van de oorlog in het door de geallieerden bezet gebied, vlak tegenover de Duitse linies aan de overkant van het Ieperleekanaal tussen Ieper en de IJzer. Tussen de huidige begraafplaats en het kanaal lag een boerderij die men "Bard Cottage" noemde, vlak bij een brug die men "Bard's Causeway" noemde. Men legde er een begraafplaats aan die werd gebruikt van juni 1915 tot oktober 1918. Na de oorlog werd de begraafplaats nog uitgebreid met 46 graven uit de slagvelden in de omgeving, waaronder 32 graven van de ontruimde Marengo Farm Cemetery, dat een paar honderd meter zuidelijker lag. 
Onder de geïdentificeerde doden zijn er 1.583 Britten, 15 Canadezen, 2 Zuid-Afrikanen en 3 Duitsers. Drie Britse militairen worden met Special Memorials herdacht omdat hun graven niet meer gelokaliseerd konden worden en men neemt aan dat ze onder naamloze grafzerken liggen.
In 2009 werd de begraafplaats als monument beschermd.

## Graven
- kanonnier George Hawkins, was vierde geworden in de finale van de 200 m op de Olympische spelen van 1908.

### Onderscheiden militairen
- Alfred Garnett Horsfall, luitenant-kolonel bij het Duke of Wellington's (West Riding Regiment) en Charles Gamble Bishop, majoor bij de Royal Engineers werden onderscheiden met de Distinguished Service Order (DSO).
- de majoors Matthew Hodgart, John McMurtrie en Ernest Cole Fleming, de kapiteins Walter Stanley Gimson en Francis Harold Lewin, luitenant Robert LLoyd Peel, de onderluitenants Donald MacLeod en Arthur Frederick Hastings Kelk en kapelaan Walter Charles Wilks werden onderscheiden met het Military Cross (MC).
- sergeant William Coleman en kanonnier James Fraser werden onderscheiden met de Distinguished Conduct Medal (DCM).
- nog 13 militairen werden onderscheiden met de Military Medal (MM) waaronder korporaal Archibald Mackenzie tweemaal (MM and Bar).

### Minderjarige militairen
- Harry Manders, soldaat bij de King's Shropshire Light Infantry was 16 jaar toen hij op 22 januari 1916 sneuvelde.
- kanonnier George Harper (Royal Garrison Artillery) en de soldaten Richard Ashton (Monmouthshire Regiment), William John Martin (Newfoundland Regiment) en William Mulcahy (Welsh Regiment) waren 17 jaar toen ze sneuvelden.

### Aliassen
Vier soldaten dienden onder een alias:
- Walter Petcher als W. King bij de Grenadier Guards.
- Joseph Albert Hanlon als J.A. Farrow bij het Welsh Regiment.
- William Watt als G. Robertson bij de Seaforth Highlanders.
- P. Pritchard als P. Richards bij het Welsh Regiment